# Esteve Bonet Martí
Esteve Bonet Martí (Reus, 13 de març de 1838 - 1 d'octubre de 1874) va ser un músic i sacerdot català.
Amb aptituds per la música, el seu pare el va encomanar al mestre de capella reusenc Victorí Agustí, que li ensenyà el principis del cant. Animat per la seva dedicació i habilitat, Victorí Agustí el recomanà a Bonaventura Bruguera, mestre de capella de la catedral de Tarragona, on va anar i on va ingressar simultàniament al Seminari, ja que Esteve Bonet havia decidit ser professor de música i sacerdot. L'any 1862 va anar a Barcelona a prendre part a les oposicions per a mestre de capella de l'església del Pi. El nivell dels opositors era molt bo, i el tribunal no es va decidir per cap dels que es van presentar, i van deixar el lloc vacant. Va tornar a Tarragona, però els professors del seminari no el van deixar presentar a exàmens al·legant falta d'assistència a classe. Sorprès, abandonà el seminari i se n'anà a Reus, on va obrir una escola de música, on entre d'altres, va tenir com a deixeble Antoni Fortuny, oncle del pintor Marià Fortuny, que arribà a ser un guitarrista molt popular i va organitzar una orquestra que amenitzava els balls de les societats reusenques, principalment les d'El Círcol, on hi tenia bons amics. El 1869 es va presentar a les oposicions per la plaça de mestre de capella de la Catedral de València, i es va situar, per la seva qualitat, en el primer lloc de la terna que va elegir el tribunal, amb molt d'avantatge sobre els altres dos. Però el Capítol catedralici va atorgar la plaça a un altre concursant, cosa que li provocà un trastorn que el va obligar a tornar a Reus. Poc després va reingressar al Seminari de Tarragona i va ser ordenat sacerdot. En preparar-se per celebrar la primera missa al Santuari de Misericòrdia de Reus, va tenir un desmai, i traslladat a casa seva, va morir al cap de pocs dies. Va escriure sobretot música religiosa, misses per petita i gran orquestra i moltes composicions de ball escrites durant el temps que va estar al front d'una orquestra a Reus, quan era també professor de música.